# 格拉特巴赫河
49°59′20.84″N 9°9′3.42″E / 49.9891222°N 9.1509500°E

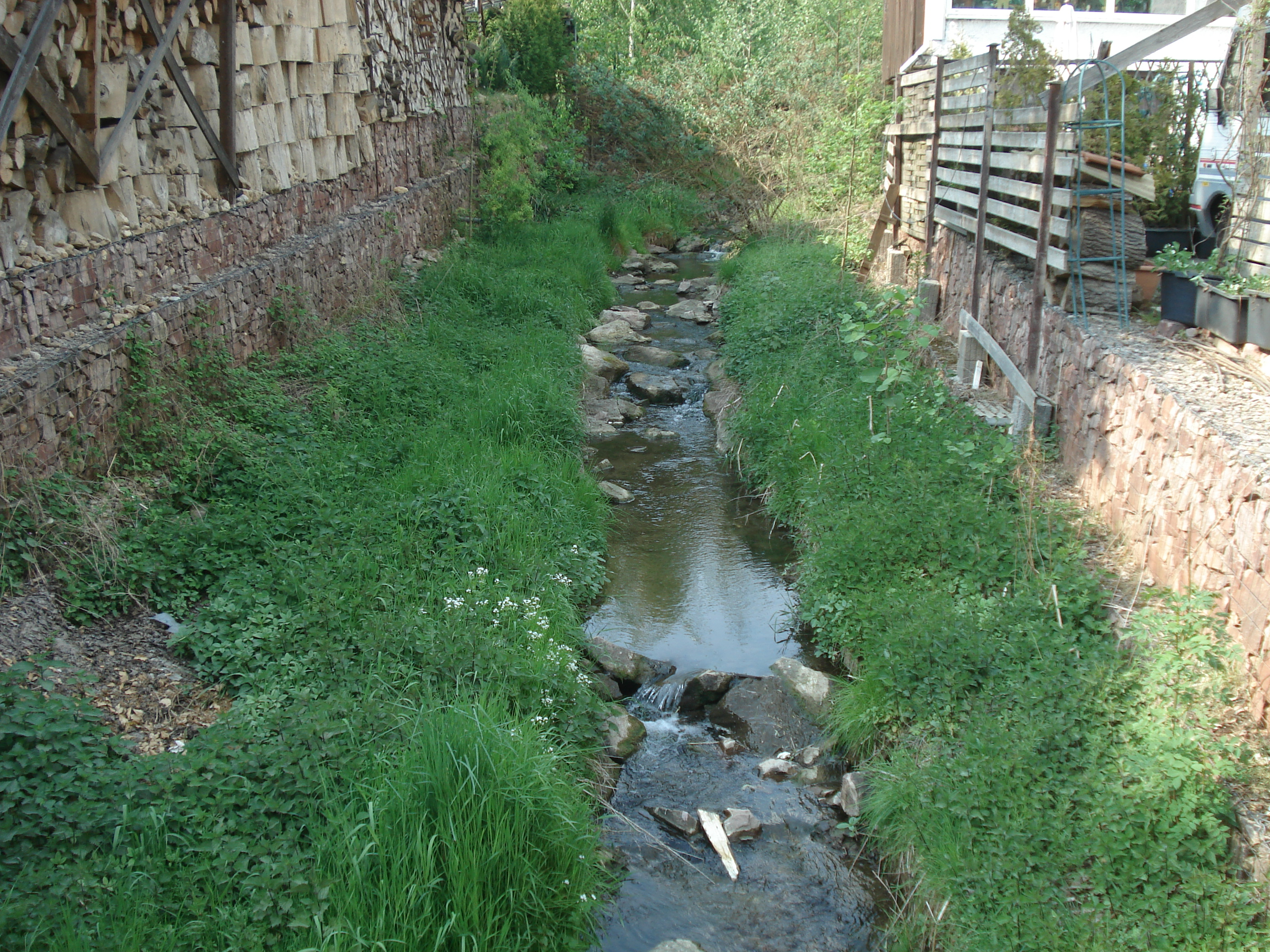

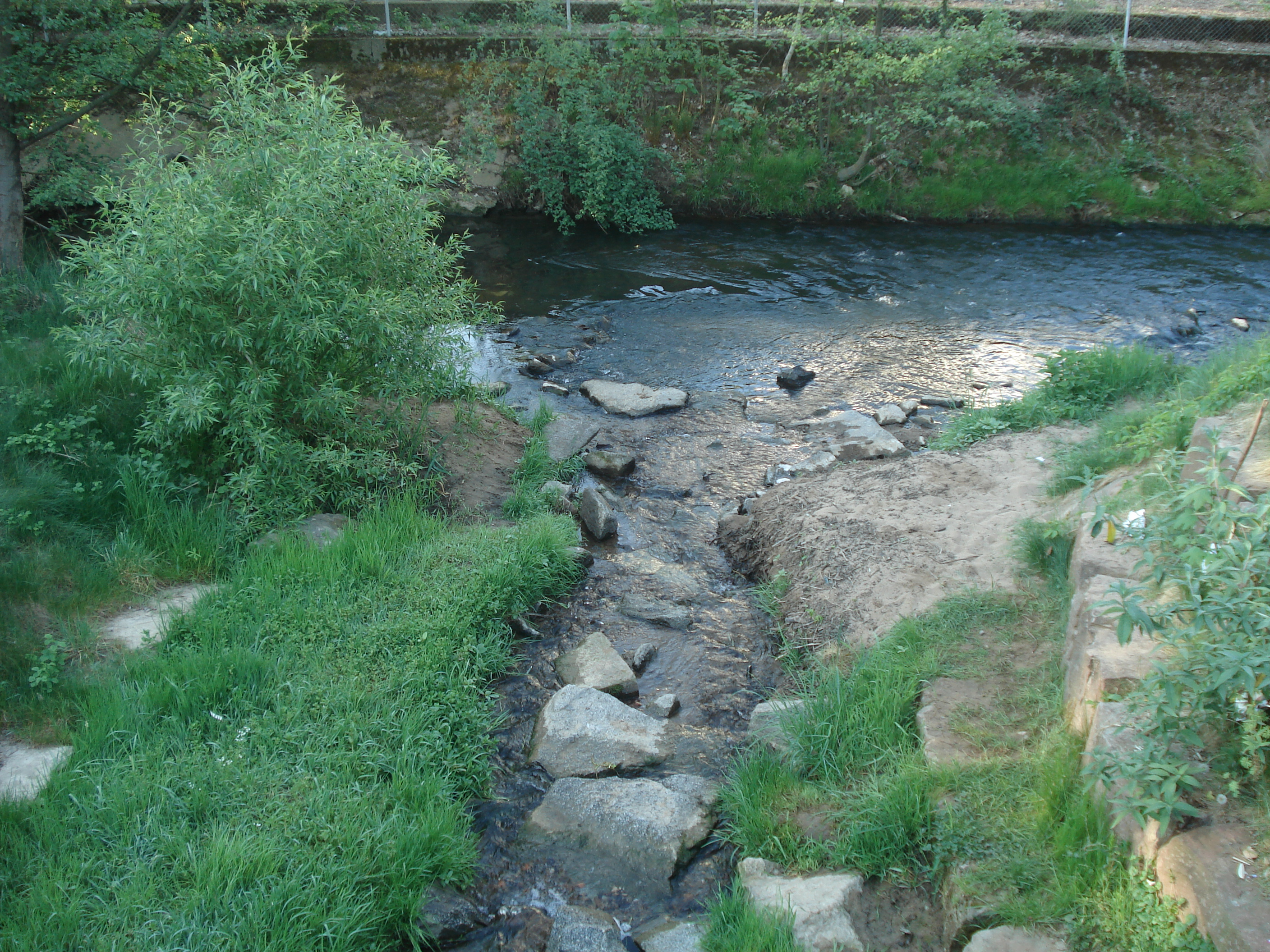

格拉特巴赫河（德語：Glattbach），是德國的河流，位於該國東南部，由巴伐利亞負責管轄，屬於阿沙夫河的右支流，河道全長4公里，流域面積4平方公里，河口處在阿沙芬堡。